# Droužetice
Droužetice (en allemand : Drauschetitz) est une commune du district de Strakonice, dans la région de Bohême-du-Sud, en République tchèque. Sa population s'élevait à 138 habitants en 2020.

## Géographie
Droužetice se trouve à 4 km au nord de Strakonice, à 55 km au nord-ouest de České Budějovice et à 96 km au sud-ouest de Prague.
La commune est limitée par Chrášťovice au nord, par Radomyšl au nord-est, par Řepice au sud-est, par Strakonice au sud et à l'ouest, et par Krty-Hradec et Únice à l'ouest.

## Histoire
La première mention écrite du village date de 1227.

## Administration
La commune se compose de deux quartiers :
- Černíkov
- Droužetice